# Vale São-Franciscano da Bahia
Vale São-Franciscano da Bahia is een van de zeven mesoregio's van de Braziliaanse deelstaat Bahia. Zij grenst aan de deelstaten Piauí in het noordwesten, Pernambuco, Alagoas, Sergipe, en de mesoregio Nordeste Baiano in het noordoosten, de mesoregio's Centro-Norte Baiano in het centraal-oosten en Centro-Sul Baiano in het zuidoosten, de deelstaat Minas Gerais in het zuiden en de mesoregio Extremo Oeste Baiano in het westen. De mesoregio heeft een oppervlakte van ca. 115.860 km². Midden 2004 werd het inwoneraantal geschat op 933.253.
Vier microregio's behoren tot deze mesoregio:
- Barra
- Bom Jesus da Lapa
- Juazeiro
- Paulo Afonso

Mesoregio's: Centro-Norte Baiano · Centro-Sul Baiano · Extremo Oeste Baiano · Metropolitana de Salvador · Nordeste Baiano · Sul Baiano · Vale São-Franciscano da Bahia

Microregio's: Alagoinhas · Barra · Barreiras · Bom Jesus da Lapa · Boquira · Brumado · Catu · Cotegipe · Entre Rios · Euclides da Cunha · Feira de Santana · Guanambi · Ilhéus-Itabuna · Irecê · Itaberaba · Itapetinga · Jacobina · Jequié · Jeremoabo · Juazeiro · Livramento do Brumado · Paulo Afonso · Porto Seguro · Ribeira do Pombal · Salvador · Santa Maria da Vitória · Santo Antônio de Jesus · Seabra · Senhor do Bonfim · Serrinha · Valença · Vitória da Conquista